# Уэяма, Ясухиро
Ясухиро Уэяма (上山 容弘; родился 16 октября 1984 года) — японский гимнаст, специализировавшийся в индивидуальных и синхронных прыжках на батуте. Представлял свою страну на международных соревнованиях. Участник летних Олимпийских игр 2008 и 2012 годов. Принимал участие на чемпионатах мира в 2005, 2007, 2009, 2010, 2011, 2013, 2014 и 2015 годах.

## Биография
Гимнастикой Ясухиро начал заниматься в Осаке в возрасте трех лет. Отец ориентировал его на занятия прыжками на батуте, поскольку он и сам занимался прыжками на батуте.
Получил образование в Osaka University of Health and Sport Sciences в области физического воспитания.
На чемпионате мира в 2007 году в Квебеке Ясухиро занял в индивидуальных соревнованиях третье место, в синхронных прыжках — второе место. В 2008 на Олимпийских играх в Пекине был девятым, в 2012　году на Лондонских Олимпийских играх был пятым.
Получил высшую награду на международных соревнованиях в 2008 году. Обладатель премии за спортивные заслуги газеты Иомиури за 2011 год. На Кубке мира 2015 года во Франции выступал с болью в подошве ноги. 
Ушел из спорта в феврале 2016 года.